# 2 Stargardzki Batalion Saperów
2 Stargardzki batalion saperów (2 bsap) – pododdział wojsk inżynieryjnych Sił Zbrojnych Rzeczypospolitej Polskiej

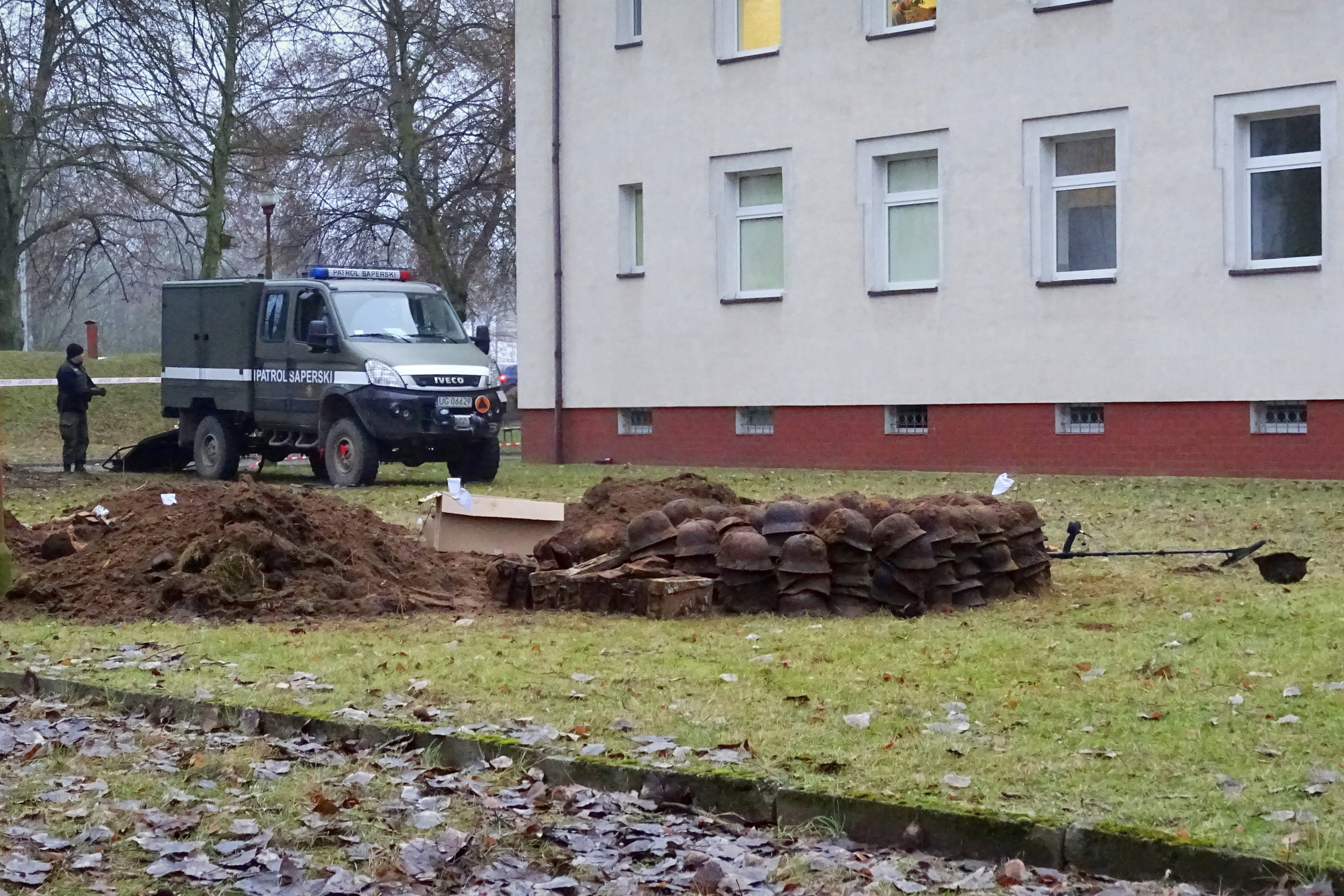
Saperzy podczas interwencji

## Historia
W 1951 w Złocieńcu sformowano 73 Batalion Saperów 20 Dywizji Zmechanizowanej. Batalion ten w 1961 przedyslokowano do Gryfic i przemianowano na „7 Warszawski Batalion Saperów”. Od 1970 batalion stacjonował w Stargardzie i wchodził w skład 20 Dywizji Pancernej. W związku z przeformowaniem 20 DPanc na 2 Pomorską Dywizję Zmechanizowaną, w 1990 batalion powtórnie przemianowano i nadano mu numer 2. Od 1996 batalion otrzymał sztandar i zaszczytne miano „Stargardzki”.
W roku 1998, w związku z rozformowaniem 2 Dywizji Zmechanizowanej, rozkazem Dowódcy POW nr PF-225 z dnia 12 sierpnia 1998 batalion wszedł w struktury 12 Dywizji Zmechanizowanej zastępując rozformowywany 17 Batalion Saperów Wielkopolskich im. gen. dyw. Tadeusza Kutrzeby.
W związku z reorganizacją Sił Zbrojnych, 1 maja 2011 roku batalion wszedł w podporządkowanie 12 Brygady Zmechanizowanej.
Saperzy 2bsap tworzą 3 Patrol rozminowania. Celem patroli jest usuwanie niewybuchów i niewypałów.

## Tradycje
Decyzją Ministra Obrony Narodowej Nr 28/MON z 20 marca 1996 dla zachowania pamięci bohaterskich dokonań żołnierzy wojsk inżynieryjno-saperskich ustalono, że 2 batalion saperów przyjmuje nazwę wyróżniającą Stargardzki oraz przejmuje dziedzictwo i honorową kontynuację tradycji:
- pododdziałów Saperów 2 Dywizji Piechoty Legionów (1919–1939)
- 2 batalionu Saperów 2 Dywizji Piechoty Legionów (1939)
- 2 Kaniowskiego batalionu saperów 2 Dywizji Strzelców Pieszych (1939–1940)
- 2 batalionu saperów 2 Dywizji Piechoty im. gen. Jana Henryka Dąbrowskiego (1943–1946)
- 7 samodzielnego zmotoryzowanego batalionu saperów (1944-1945)
- 73 Batalion Saperów (1951–1969)
- 7 Warszawskiego batalionu saperów (1970–1990)

Tą samą decyzją Minister Obrony Narodowej ustalił doroczne święto batalionu w dniu 16 kwietnia

## Emblematy
Decyzją Nr 207/MON Ministra Obrony Narodowej z 24 kwietnia 2008 wprowadzono odznakę pamiątkową, oznakę rozpoznawczą i proporczyk na beret.

## Dowódcy batalionu
2 Batalion Saperów 2 Dywizji Zmechanizowanej
- ppłk Stanisław Białek (1990–1992)
- ppłk Andrzej Kastelik (1992–1998)

2 Stargardzki Batalion Saperów
- ppłk Andrzej Kastelik (1998–1999)
- ppłk Waldemar Zakrzewski (1999–2004)
- ppłk Bogusław Uzarowicz (2004–2006)
- ppłk Józef Moczulski (2006–2007)
- ppłk Arkadiusz Kowal (2007–2012)
- mjr Piotr Ćwik (cz.p.o.) (24 stycznia 2012 – 16 kwietnia 2012)
- ppłk Sławomir Szwemin (16 kwietnia 2012 – 25 kwietnia 2017)
- ppłk Mirosław Zyber (25 kwietnia 2017 – 19 września 2020)[11]
- ppłk Artur Tarnowski ( 2020 – 2024)[11]
- ppłk Mariusz Sołtys ( 2024 – obecnie)[12]

## Podporządkowanie
- 2 Pomorska Dywizja Zmechanizowana (1990 – 25 sierpnia 1998)
- 12 Szczecińska Dywizja Zmechanizowana im. Króla Bolesława Krzywoustego (25 sierpnia 1998 – 1 maja 2011)
- 12 Brygada Zmechanizowana im. gen. broni Józefa Hallera (1 maja 2011 – obecnie)